# 나치선
나치선(한국 한자: 羅治善, 1966년 3월 7일 ~ )은 대한민국의 전 축구 선수이며, 포지션은 골키퍼였다.